# Xoriguer de les Moluques
El xoriguer de les Moluques (Falco moluccensis) és un ocell rapinyaire de la família dels falcònids (Falconidae) que habita zones de camp obert i terres de conreu a Java, Sulawesi i moltes illes properes, illes Kangean, Moluques i Tanimbar. El seu estat de conservació es considera de risc mínim.